# Estación Juan G. Bazán
Juan G. Bazán es una estación de ferrocarril ubicada en la localidad de Juan G. Bazán, provincia de Formosa, Argentina.

## Servicios
Su edificio fue construido en 1915, actualmente se encuentra abandonado. Fue declarado Bien de interés histórico.
No presta servicios de pasajeros ni de cargas desde 1993. Sus vías e instalaciones pertenecen al Ferrocarril General Belgrano, y se encuentran a cargo de la empresa estatal Trenes Argentinos Cargas.